# Municipio de Benton (condado de Webster)
El municipio de Benton (en inglés: Benton Township) es un municipio ubicado en el condado de Webster en el estado estadounidense de Misuri. En el año 2010 tenía una población de 4833 habitantes y una densidad poblacional de 49,47 personas por km².

## Geografía
El municipio de Benton se encuentra ubicado en las coordenadas 37°9′25″N 93°1′54″O / 37.15694, -93.03167. Según la Oficina del Censo de los Estados Unidos, el municipio tiene una superficie total de 97.7 km², de la cual 97.47 km² corresponden a tierra firme y (0.24%) 0.23 km² es agua.

## Demografía
Según el censo de 2010, había 4833 personas residiendo en el municipio de Benton. La densidad de población era de 49,47 hab./km². De los 4833 habitantes, el municipio de Benton estaba compuesto por el 95.86% blancos, el 0.29% eran afroamericanos, el 0.64% eran amerindios, el 0.41% eran asiáticos, el 0.06% eran isleños del Pacífico, el 0.66% eran de otras razas y el 2.07% pertenecían a dos o más razas. Del total de la población el 3.19% eran hispanos o latinos de cualquier raza.